# Oni srazjalis za Rodinu
Oni srazjalis za Rodinu (russisk: Они сражались за Родину) er en sovjetisk spillefilm fra 1975 af Sergej Bondartjuk.

## Medvirkende
- Vasilij Sjuksjin som Pjotr Lopakhin
- Vjatjeslav Tikhonov som Nikolaj Streltsov
- Sergej Bondartjuk som Ivan Zvjagintsev
- Georgij Burkov som Alexandr Kopytovskij
- Jurij Nikulin som Nekrasov